# Samuił Dienotkin
Samuił Moisiejewicz Dienotkin (ros. Самуил Моисеевич Деноткин, ur. 1899 w Berezynie, zm. 4 lutego 1940) – funkcjonariusz radzieckich służb specjalnych, kapitan bezpieczeństwa państwowego.

## Życiorys
Urodził się w żydowskiej rodzinie lekarza. W 1917 skończył męskie gimnazjum w Woroneżu, w latach 1917–1918 studiował na Wydziale Medycznym Uniwersytetu Woroneskiego, od grudnia 1918 do października 1919 służył w Armii Czerwonej, później przez miesiąc ukrywał się. Następnie był wojskowym komisarzem szpitala i sekretarzem komitetu rewolucyjnego, od marca 1920 należał do RKP(b), od stycznia do listopada 1921 kierował klubem woroneskiej gubernialnej Czeki, później pracował w rejonowym komitecie RKP(b), m.in. jako kierownik wydziału ogólnego. Od 4 lutego 1925 pracował w Zarządzie Ekonomicznym OGPU ZSRR jako pełnomocnik jednego z oddziałów, od listopada 1930 do czerwca 1931 był pomocnikiem szefa Zarządu Ekonomicznego Pełnomocnego Przedstawicielstwa OGPU w Środkowej Azji, a od 12 czerwca 1931 do 1 czerwca 1934 szefem tego Zarządu, od 21 stycznia 1935 do 11 stycznia 1937 był szefem Zarządu NKWD Niemieckiej Nadwołżańskiej ASRR i jednocześnie szefem Wydziału Specjalnego NKWD 53 Dywizji Piechoty. 8 stycznia 1936 otrzymał stopień kapitana bezpieczeństwa państwowego, od 1 marca do października 1937 był szefem Oddziału 7 Wydziału 3 GUGB NKWD ZSRR, od sierpnia 1937 do 28 marca 1938 pomocnikiem szefa Wydziału 3 GUGB NKWD ZSRR i jednocześnie od października 1937 do 28 marca 1938 szefem Oddziału 8 Wydziału 3 GUGB NKWD ZSRR, od 28 marca do 29 września 1938 szefem Oddziału 3 i pomocnikiem szefa Wydziału 3 Zarządu 1 NKWD ZSRR, a od 29 września do 25 października 1938 pomocnikiem szefa Wydziału 3 GUGB NKWD ZSRR. 30 marca 1931 został odznaczony Orderem Czerwonego Sztandaru Pracy Uzbeckiej SRR, a 26 maja 1933 Odznaką "Honorowy Funkcjonariusz Czeki/GPU (XV)".
25 października 1938 został aresztowany, 3 lutego 1940 skazany na śmierć przez Wojskowe Kolegium Sądu Najwyższego ZSRR pod zarzutem udziału w kontrrewolucyjnej organizacji i przygotowywania aktów terrorystycznych i następnego dnia rozstrzelany. 17 maja 1994 pośmiertnie zrehabilitowany.